# Ibn al-Banna' al-Marrakushi
Pour les articles homonymes, voir Al Banna et Al-Marrakushi.
Ibn al-Banna al-Marrakushi al-Azdi encore appelé Abu'l-Abbas Ahmad ibn Muhammad ibn Uthman al-Azdi (en arabe : ابن البنّا), dit aussi Aboul-Hhassan dans des traductions, né en 1256 et mort en 1321, est un mathématicien et astronome marocain.

## Œuvre
Fils d'architecte, né à Marrakech en 1256, il acquit les compétences basiques de son époque en mathématiques et en géométrie et traduisit les Éléments  d'Euclide en arabe. Il enseigna les mathématiques à l'université de Fès. Il écrivit de plus entre 51 et 74 traités, traitant de sujets aussi variés que l'algèbre, l'astronomie, la linguistique, et la logique. Il définit le premier une fraction comme étant le rapport de deux nombres, et est le premier à utiliser le mot almanach pour désigner une table astronomique et météorologique.
Il est connu entre autres pour deux de ses travaux :
- Talkhis aâmal al-hisab (Sommaire des opérations arithmétiques), qui aborde les fractions, les sommes de carrés et de cubes, ...
- Raf al-Hijab (Lever du voile sur les opérations du calcul), qui traite du calcul des racines carrées, et de la théorie des fractions continues.

Un autre, Tanbih al-Abab recouvre des sujets juridiques de la vie de tous les jours :
- Calculs du niveau dans un canal d'irrigation.
- Explications mathématiques des lois islamiques sur l'héritage.
- Calculs des taxes légales à la suite d'un retard de paiements.

### Combinatoire et théorie des nombres
Ibn Al-Banna  propose une approche arithmétique de la combinatoire dans son livre intitulé Raf Al-Hijab. Il établit une relation explicite entre les expressions combinatoires qui sont comparées aux sommes de suites finies d'entiers, et des éléments du tableau des nombres figurés (trigone, décagone, etc..). Pour les résultats, c'est spécifiquement le tableau des nombres polygonaux qui a affirmé le lien entre les deux disciplines. Mais pour les preuves, il a utilisé deux types de raisonnements arithmétiques qui justifient l'intégration des résultats combinatoires dans le vaste domaine de la théorie des nombres. De manière plus précise, Ibn al-Banna a dans un premier temps utilisé le raisonnement inductif par régression pour établir les sommes des séries finies de n termes', et dans un second temps une induction de type quasi générale, opérant cette fois sur les propositions à double indice P(i, j) pour tout j. Ibn Al-Banna  a suivi une démarche différente de celle de ses prédécesseurs, évitant la méthode du triangle arithmétique, sa construction étant jugée trop longue et fastidieuse. Voici ce qu'il dit au sujet de sa nouvelle approche :
« Pour ce qui est de savoir combien de mots de 3 ou 4 lettres peuvent être composés à partir des vingt-huit lettres du dictionnaire (Arabe), Ibn Mun'im a dessiné un tableau pour cela. Et je n'ai jamais vu personne simplifier [le problème] par une règle. J'ai donc réfléchi à cela et l'idée d'une procédure simple m'est venue : elle consiste à considérer des nombres [successifs] qui diffèrent de 1 et dont le nombre est égal au nombre de lettres de la combinaison et dont le plus grand est 28. Ensuite, on considère les nombres successifs, à partir de 1, dont le nombre est égal au nombre de lettres de la combinaison. Puis on divise ce qui résulte du produit des premiers nombres, les uns par les autres, par ce qui résulte du produit des autres nombres. Ce qui résulte de cela, c'est le nombre de mots. Et il faut supprimer les [nombres] communs au [nombre] divisé et au diviseur avant la multiplication de leurs nombres, un à la fois, pour que cela devienne plus facile et plus court.»
Par cette démarche, il a obtenu la formule explicite suivante :  {\displaystyle C(n,k)={\frac {n\times (n-1)\times ...\times (n-k+1)}{k\times (k-1)\times ...\times 2\times 1}}}

## Hommages
Depuis 1976, un cratère d'impact sur la face visible de la Lune porte son nom : le cratère Al-Marrakushi.

## Référence
1. 1 2 3  (en) John J. O'Connor et Edmund F. Robertson, « Ibn al-Banna' al-Marrakushi », sur MacTutor, université de St Andrews.
2. ↑  (en) George Sarton, Introduction to the History of Science, vol. 2, Washington, 1927, p. 998.
3. ↑  (en) "Ahmed Djebbar", « "Islamic combinatorics" », dans "Robin Wilson et John J. Watkins", "Combinatorics : Ancient and modern", "Oxford", "Oxford University Press", 2013, "381 p." (ISBN 978-0-19-965659-2), "p.99 à 101"